# Herb prowincji Sarema

Herb prowincji Sarema

Herb prowincji Sarema przedstawia na tarczy w polu błękitnym na srebrnych falach,okręt srebrny z rozwiniętym takimż żaglu i 7 złotymi tarczami wzdłuż burty.
Herb przyjęty został 5 lutego 1937 roku i nawiązuje do  morskiej przeszłości prowincji.